# Strongylosoma inerme
Strongylosoma inerme är en mångfotingart som beskrevs av Filippo Silvestri 1895. Strongylosoma inerme ingår i släktet Strongylosoma och familjen orangeridubbelfotingar. Inga underarter finns listade i Catalogue of Life.